# Fernando Barreto (boxeador)
Fernando Barreto (Campos dos Goytacazes., 3 de julho de 1937 - abril de 1999) foi um desportista pugilista brasileiro. Campeão brasileiro e sul-americano de boxe, categoria meio-médios, e chegou a ser o terceiro colocado no ranking do Conselho Mundial de Boxe

## Biografia
De família de origem humilde.., vivendo em área rural do município de Campos dos Goytacazes - cidade onde nasceu, teve como primeiro oficio ainda jovem como carreiro (condutor de carros de bois) carregados de cana-de-açúcar que seriam usadas como matéria-prima pelas usinas sucroalcooleiras da região. Tornou-se lavrador de canaviais como seu pai Aos 14 anos vai para a cidade do Rio de Janeiro, onde se emprega como operário em uma indústria de calçados no bairro de São Cristóvão
Envolveu-se no pugilismo ao conhecer, no novo emprego, Francisco de Assis e Antônio Ferreira, que lutavma boxe no Club de Regatas Vasco da Gama... Indicado pelos dois, no clube tentou jogar futebol, mas acabou indo para o Departamento de Pugilismo. No Vasco começou a praticar o esporte para melhorar a situação da família e no amadorismo se projetou pelo clube. Frederico Buzzone, árbitro de boxe e integrante da Federação Metropolitana de Pugilismo, da cidade do Rio de Janeiro, foi um importante incentivador de Barreto no esporte em seu início de carreira Fernando Barreto tornou-se membro da Federação Carioca de Pugilismo, entidade fundada em 1941
Como amador, Barreto foi campeão sul-americano pela Light Middleweight Champion em Montevidéu, Uruguai, em 1956; e em Santiago, Chile, 1957...Como profissinal chegou a ser treinado pelo uruguaio Horácio Molina. Em 5 de dezembro de 1959, disputou o Título mundial dos meio-médios enfrentando o inglês Don Jordan no Ginásio do Ibirapuera, em São Paulo; mas perdeu a luta por pontos e a sua invencibilidade Contra o norte-americano Virgil Akins, em 1° de abril de 1960 também não obteria sucesso; sendo derrotado por pontos
Em 26 de agosto de 1961, Fernando Barreto venceu por pontos o então invicto boxeador norte-americano, Vincent (Vince) Shomo.. (medalhista de ouro dos Jogos Pan-Americanos de Chicago em 1959); no Madison Square Garden, em Nova Iorque, Estados Unidos Barreto foi o primeiro e único brasileiro a lutar no Madison Square Garden Anteriormente, no Auditório da TV Rio, na cidade do Rio de Janeiro, em 19 de março, Barreto já havia vencido por K.O. (nocaute) o brasileiro Celestino Pinto, que tinha conquistado uma medalha de bronze nos Jogos Pan-americanos de 1955, na Cidade do México
Já no ano seguinte, em 9 de janeiro Barreto teve Tony Mancini como seu adversário no Royal Albert Hall, em Kensington e Chelsea, Inglaterra.
Conquistou a supremacia regional em sua categoria em 6 de junho de 1964, quando derrotou o argentino Hector Mora, no Luna Park, em Buenos Aires, Argentina, ganhando o título Sul Americano. Suas lutas chegaram a ser transmitidas tanto no auditório da TV Rio, na cidade do Rio de Janeiro como pela TV Excelsior, na cidade de São Paulo
Morou em Copacabana, na cidade do Rio de Janeiro, com sua esposa Ivone Barreto e seu filho Fernando César.. Por ter nascido na cidade de Campos dos Goytacazes, Fernando Barreto recebeu o codinome de "moço dos canaviais", já que na época a cidade era grande produtora de cana-de-açúcar Ainda em 1965, a TV Rio, cogitou-se tornar Fernando em um ator galã de telenovelas, a emissora acabou por fazer-lhe uma proposta.
Sua carreira no pugilato terminou na luta contra o argentino Jorge Fernandez, em 10 de junho de 1966, no Auditório da TV Excelsior de São Paulo; ao ser disputado o sétimo round, após Fernandez ter desferido com sucesso dois socos de esquerda e encaixado um cruzado de direita, Fernando Barreto é nocauteado (K.O.) bate forte com cabeça na quina do tablado, fora do ringue, e não se levanta por um tempo, logo depois acordou e vai para o vestiário chegando a cair novamente. Entrando em coma, foi do ringue para o Hospital da Beneficência Portuguesa e submetido à uma cirurgia para a retirada de um coágulo do cérebro. O resultado final da luta com a consequente tragédia, televisionada "ao vivo", gerou grande comoção no país.
Sobreviveu ao infortúnio após 18 dias em estado de coma, um mês sem falar e três meses em cadeira de rodas, mas teve que abdicar definitivamente da carreira esportiva no boxe.. Fez fisioterapia por três anos na Associação Brasileira Beneficente de Reabilitação (ABBR), localizada no bairro Jardim Botânico , na cidade do Rio de Janeiro Passou a ganhar uma Pensão por invalidez da Marinha Brasileira
Em 1979 o Jornal da República informava, em uma matéria dedicada ao boxe, que Fernando Barreto, após 10 anos da luta que o vitimou, "caminhava com dificuldade e seu falar é um balbucio"... Em 1987, o Jornal do Brasil publicava que Barreto, ainda com sequelas do infortúnio ocorrido há 21 anos atrás, morava no bairro carioca de Vila Isabel e tornara-se vendedor de livros infantis, além de vender títulos do clube Vasco da Gama e de pertencer ao quadro móvel de funcionário da Superintendência de Desportos do Estado do Rio de Janeiro Vendia revistas e "fichas telefônicas" nas proximidades do bar Petisco da Vila

## Cartel
- 77 lutas
- 67 vitórias
- 1 empates
- 9 derrotas